# Хепі-енд (фільм, 1967)
«Хепі-енд» — чехословацький комедійний фільм 1967 року режисера Олдржіха Ліпського. Костюми для фільму розробив Теодор Піштек. Фільм показує історію задом наперед, починаючи зі смерті головного героя, яку він описує як своє народження, і закінчуючи його дитинством, яке описано як старість і наближення смерті.

## Сюжет
«Хепі-енд» розповідає історію життя м'ясника, на ім'я Бедржіх Фридрих; однак оповідання ведеться у зворотному порядку, що створює історію, цілком відмінну від звичайного перебігу подій. Таким чином, фільм починається з «народження» Бедржіха (його страти на гільйотині), після чого слідує «дитинство», проведене в «школі» (в'язниці). Після закінчення «школи» він вирушає у світ і незабаром одружується, хоча для цього він має зібрати тіло своєї майбутньої дружини Юлії з частин (оскільки у прямому напрямку часу він вбив та розчленував її, дізнавшись про її подружню зраду).
Незадоволений життям з дружиною, Бедржіх робить декілька невдалих спроб повернути її батькам; врешті-решт Бедржіх закидує дівчину до палаючого будинку (в прямому напрямку часу Бедржіх бере участь у добровольчому пожежному загоні та рятує майбутню дружину з полум'я).
Після цього Бедржіх проводить решту свого життя до самої «смерті» з Анежкою (в прямому напрямку часу Анежка — подруга дитинства, яка стала першою дружиною Бедржіха).
Зворотна хронологія також стосується діалогів: репліки читаються у нібито зворотному порядку, що призводить до суцільної комедійності ситуації та дадаїзму.

## У ролях
| Актор                | Роль                      |
| -------------------- | ------------------------- |
| Владімір Меншик      | м'ясник Бедржіх Фридрих   |
| Ярослава Обермаєрова | Юлія, дружина Бедржіха    |
| Йозеф Абрам          | пан Птачек, коханець Юлії |
| Богуш Загорський     | тесть                     |
| Стелла Зазворкова    | теща                      |
| Ярослав Штерцл       | констебль                 |
| Гелена Ружичкова     | брюнетка                  |
| Йозеф Гліномаз       | комісар                   |
| Мартін Ружек         | прокурор                  |
| Їржі Штаймар         | суддя                     |
| Бедржих Прокош       | священник                 |
| Мірко Мусіл          | староста                  |